# Ояма, Ёсимацу
Ёсимацу Ояма (яп. 大山 義松 Ояма Ёсимацу) — японский футболист, игравший на позиции защитника. Выступал за клуб «Осака» и национальную сборную Японии.

## Карьера
Ёсимацу Ояма играл за футбольный клуб «Осака» из одноимённого города. В 1925 году он попал в состав сборной страны на Дальневосточные игры-чемпионат. Дебютировал 14 мая в матче против сборной Филиппин, выйдя в стартовом составе. Встреча завершилась крупным поражением его команды со счётом 0:4. Во втором матче на турнире японцы уступили команде Китайской Республики.

## Статистика за сборную
| Сборная Японии | Сборная Японии | Сборная Японии |
| Год            | Матчи          | Голы           |
| -------------- | -------------- | -------------- |
| 1925           | 2              | 0              |
| Итого          | 2              | 0              |